# اندیس وشود
وشود یک اندیس فلزی است که در حوالی شهر شیر گشت استان خراسان قرار دارد و مادهٔ معدنی موجود در آن، سرب و روی است.  